# Luís Carlos Prestes
Pour les articles homonymes, voir Prestes.
Luís Carlos Prestes, né le 3 janvier 1898 à Porto Alegre et mort le 7 mars 1990 à Rio de Janeiro, est un militaire et homme politique brésilien, ardent défenseur du communisme.
Il fut secrétaire général du Parti communiste du Brésil, puis après la scission pro-soviétique de 1962, du Parti communiste brésilien (PCB), qu'il dirigea jusqu'en 1982.

## Biographie

### Formation et début de carrière
Prestes se forma en ingénierie à L'École militaire de la Praia Vermelha (actuel Institut militaire d'ingénierie) à Rio de Janeiro en 1919. Il fut ingénieur ferroviaire à la Compagnie ferroviaire de Deodoro, comme lieutenant jusqu'à sa mutation au Rio Grande do Sul.

### Début du mouvement rebelle
En octobre 1924, deux ans après une première révolte de lieutenants impatients devant les jeux politiciens qui se pratiquaient à Rio de Janeiro, Luís Carlos Prestes, alors capitaine, prit la tête d'un groupe de rebelles dans la région de missions Santo Ângelo, au Rio Grande do Sul. Coupant l'encerclement des troupes gouvernementales, il se dirigea vers le nord jusqu'à Foz do Iguaçu. Dans la région sud-ouest de État du Paraná, le groupe en rencontra un autre venant de São Paulo et il se forma ce que l'on appellera la Colonne Prestes, avec 1 500 hommes. Ils parcoururent 25 000 km. Durant toute cette campagne, les pertes furent d'environ 750 hommes dues au choléra, à la fatigue et au manque de chevaux. Relativement peu d'hommes moururent au combat, comme Siqueira Campos, « mousquetaire » et ami de Prestes. 
Ainsi que le note Charles Vanhecke dans sa nécrologie, Luis Prestes, « stratège de la guerre de mouvement, s'employait, entre deux combats, à allumer d'autres feux : la réforme agraire, la gratuité de l'enseignement, le droit de vote aux analphabètes, la lutte contre la corruption, formaient l'essentiel d'un programme qui, soixante ans plus tard, tenait encore, la plupart des besoins recensés n'étant toujours pas satisfaits. (...) Les exploits de la colonne Prestes valurent au jeune capitaine une auréole de chef révolutionnaire et de "Chevalier de l'espérance", titre que Jorge Amado donnera plus tard à sa biographie. (...) Mais la désillusion fut à la mesure de son courage et de son idéalisme : alors qu'il voulait améliorer le sort des populations, celui-ci empirait après son passage, du fait des excès commis par les troupes fédérales. Craignant qu'à force d'errance, ses compagnons ne se tournent vers le banditisme, il finit par renoncer à son entreprise ». Il se réfugia alors en Argentine à la fin de l'année 1928.

### Les études en Argentine et en Union soviétique
Déjà lecteur de Diderot et de Rousseau, il découvrit « L'État et la révolution » de Lénine. Ce fut le choc, qui décida de son engagement communiste et le conduit à étudier le marxisme en Argentine. Là, il établit des contacts avec les communistes argentins Rodolfo Ghioldi (pt) et Abraham Guralski, ce dernier étant alors le dirigeant de l'Internationale communiste (IC).
En 1930, il revint clandestinement à Porto Alegre, où il rencontra deux fois Getúlio Vargas. Bien qu'invité à commander militairement la Révolution de 1930, il refusa d'appuyer le mouvement.
Invité, en 1931 par le Komintern à Moscou, il resta en Union soviétique, y travaillant comme ingénieur et étudiant le marxisme-léninisme. En août 1934, le Parti communiste de l'Union soviétique le fit entrer au Parti Communiste brésilien.
Après avoir été élu membre de la commission exécutive de l'Internationale Communiste, le Komintern l'envoya au Brésil en 1934 préparer la lutte armée dans la clandestinité, accompagné de l'Allemande Olga Benário, membre également de l'IC, qu’il épousa alors.

### Le Commandement de l'ANL et la déportation d'Olga
Au Brésil, il  prit contact avec un nouveau mouvement Aliança Nacional Libertadora - ANL (pt), de caractère antifasciste et anti-impérialiste qui réunissait des militaires, lieutenants socialistes ou communistes, mécontents du gouvernement de Vargas. Getulio Vargas était également un militaire qui avait réussi sa révolution, mais en la mettant à l'autre goût du jour, celui du corporatisme fascisant.  Toujours clandestin, le « Cavalier de l'Espérance » fut chaleureusement accueilli par l'ANL et acclamé comme président d'honneur de l'ANL durant sa première session à Rio de Janeiro. 
Avec l'énorme croissance de l'ANL, qui le vénérait, et la reprise des contacts dans les milieux militaires, Prestes chercha à créer des bases en vue de la prise du pouvoir au Brésil. En juin 1935, il publia un manifeste incendiaire exigeant « tout le pouvoir » pour l'ANL et le renversement du gouvernement Vargas.
Vargas réagit immédiatement et déclara l'ANL illégale, ce qui n'empêcha pas Prestes de continuer à organiser ce qui fut connu plus tard comme l'« Intentona comunista » (tentative de mutinerie militaire). En novembre, cette insurrection éclata dans plusieurs garnisons de l'armée à Natal, Recife et Rio de Janeiro (qui était alors le district fédéral), mais elle fut facilement et rapidement maîtrisée par Vargas, qui déclencha un violent processus de répression et d'emprisonnements. Cette révolte armée déclenchée sous l'impulsion du Parti Communiste du Brésil (PCB) fut non seulement un échec, qui conduit Prestes en prison, et créa un traumatisme durable dans l'armée brésilienne : celle-ci verra longtemps dans toute agitation populaire un remake de putsch rouge.
En mars 1936, Prestes fut arrêté, dégradé et condamné à la prison où il restera neuf ans. Son épouse, enceinte, une fois rentrée en Allemagne, fut déportée et mourut dans la chambre à gaz du camp de concentration de Ravensbrück. Sa fille, Anita Leocádia Prestes, naquit en prison en Allemagne mais fut récupérée par la mère de Prestes après une campagne internationale intense.

## Le procès de Prestes en 1940
En 1940, Prestes fut jugé pour l’assassinat d’Elza Fernandes, une militante que le Parti soupçonnait de trahison. Prestes fut condamné à 30 ans de prison, mais sera amnistié en 1945, après avoir purgé neuf ans de sa peine. Durant le procès, il nia farouchement avoir donné l’ordre de l'exécution de la jeune fille. Interrogée au sujet de cette négation, Anita Leocádia Prestes qui est la fille de Prestes et aussi sa biographe, répond : 
« A l’époque il a nié péremptoirement [avoir donné l’ordre d’exécution d’Elza Fernandes], bien qu’il existât des lettres signées par lui en ce sens. En 1940, lors du procès, il continua à nier. Aujourd’hui, après tant d’années, en regardant ces lettres, nous savons qu’elles sont vraies. C’était une erreur. Pas seulement son erreur à lui. C’était une erreur du parti. […] Nous en avons parlé plusieurs fois. Il considérait qu’il s’était trompé, mais à ce moment-là c’était la guerre. Et il avait l’expérience de la Colonne. Elle [Elza] était en train de trahir, elle faisait le travail de l’ennemi. Si elle était traîtresse, elle portait préjudice » .
L'historien et biographe de Luis Carlos prestes, Daniel Aarão Reis Junior, émet la même opinion:
« Au sujet d’Elza, Prestes est coresponsable de sa mort. C’est une décision collective, mais qu’il approuve. Puis, quand le Comité Central commence à hésiter, si on la tue ou non, Prestes rédige un billet violent dans le sens que le Comité doit l’exécuter. Il n’est pas le seul responsable de sa mort, la décision a été collective. J’ai toujours dit dans mon livre qu’il est important de contextualiser cet assassinat, que ça a été une erreur, une erreur grave commise par les communistes, que Prestes, en particulier, a commise. Mais je veux contextualiser qu’à cette époque il était d’usage parmi les communistes, lorsqu’une personne était considérée comme traître, de décider son élimination. »

### La fin de l'État nouveau, amnistie, et retour à la clandestinité
En 1945, Vargas se rangea, sur le tard, au côté des alliés, mit fin à l'État nouveau, et promit de démocratiser le pays. De sa cellule, Prestes appela ses compagnons de parti à appuyer leur ancien persécuteur, au nom de la lutte antinazie.  Prestes fut libéré et élu sénateur. Il devint secrétaire général du Parti communiste du Brésil. Cependant l'enregistrement du Parti fut annulé et Prestes, de nouveau persécuté, retourna à la clandestinité. En 1958, il fut à nouveau condamné à la prison, mais cette condamnation fut annulée par décision judiciaire.

### Pendant la dictature militaire
Les communistes jouent un rôle-clé dans le gouvernement Goulart (1961-1964) dont les maladresses autant que le programme de réformes conduisent au coup d'État des généraux. Après le coup d'État de 1964, par l'Acte institutionnel Nº 2, ses droits civils furent cassés pour dix ans. Il réussit à poursuivre son activité dans la clandestinité pendant sept ans avant de s'exiler en Union soviétique pour ne pas être de nouveau arrêté. Il revint au Brésil, grâce à l'amnistie de 1979.
En 1962, lors du schisme sino-soviétique, il s'opposa à la majorité des membres du PCB qui suivirent le PC chinois et fit scission pour créer un nouveau parti, le Parti communiste brésilien, dont il devint le secrétaire général.  
Quand le régime militaire se libéralisa et promit une transition démocratique, la majorité des dirigeants du PCB se décidèrent à favoriser cette évolution. Prestes, lui, ne vit là qu'un leurre et demanda aux militants de continuer de lutter « pour le socialisme ». Les membres du PCB restés au pays durant la dictature militaire n'acceptèrent plus ses orientations, qu'ils jugèrent rétrogrades, trop rigides et peu adaptées à l'époque. Ils lui retirèrent en 1980 la direction du PCB. En opposition au comité central du parti, il publia sa Lettre aux Communistes dans laquelle il défendait une politique agressive vis-à-vis de la dictature et une reconstitution du mouvement communiste au Brésil. 
En 1982, avec quelques militants, il quitta le PCB et renonçant à chercher un parti brésilien « qui soit vraiment marxiste-léniniste », qu'il ne trouva pas malgré l'abondance des sigles révolutionnaires, il mena un nouveau combat pour diverses causes dont le non payement de la dette extérieure du Brésil ou l'élection de Leonel Brizola en 1989.   
Il finit par s'y rallier, faute de mieux, dit-il, après avoir flirté un moment avec le mouvement de « Lula », alors dirigeant ouvrier, et devenu ultérieurement président du Brésil, dont il appréciait l'authenticité, mais à qui il reprocha « de ne pas lire assez ». Durant ses dernières années, « il avait gardé, dans son visage de moine épuisé par les jeûnes, une extraordinaire vivacité. Il poussait le paradoxe jusqu'à se dire gorbatchevien et partisan en même temps d'un socialisme radical. Personne ne lui en tenait rigueur. Il était absous de toutes ses erreurs, de toutes ses contradictions, pas seulement à cause de son passé prestigieux, d'une vie militante pas trop défigurée par les turpitudes staliniennes, mais parce qu'homme de cœur, il n'avait rien d'un bureaucrate, d'un dinosaure de parti et était toujours capable de dénoncer, avec une jeunesse inépuisable, la misère de tant de ses compatriotes. ».